# Belenzada
Belenzada é a designação que recebeu na historiografia portuguesa o malogrado contra-golpe de inspiração cartista, que ocorreu na noite de 4 para 5 de Novembro de 1836, em reacção à Revolução de Setembro. A tentativa de golpe foi quase integralmente palaciana, tendo como principais interventores a rainha D. Maria II e os seus conselheiros mais chegados, com o apoio de António José de Sousa Manoel de Menezes Severim de Noronha, o duque da Terceira. Não fora essa a primeira tentativa de reacção contra o ministério setembrista, já que logo no dia 18 de Setembro tinham protestado contra a revolução 27 membros da Câmara dos Pares e que no dia 5 de Outubro tinha constado que o Batalhão de Caçadores n.º 5 quereria fazer uma contra-revolução. Em resultado, o Batalhão foi mandado para o Algarve combater o Remexido.

## Enquadramento
Depois de umas eleições fortemente contestadas, ocorridas em Julho de 1836, os deputados do Porto, eleitos pela oposição de esquerda ao governo cartista do duque da Terceira, são recebidos a 9 de Setembro como heróis em Lisboa. Em resultado, sublevou-se a Guarda Nacional, com o apoio da tropa de linha, e a rainha foi obrigada, contra a sua inclinação política, a demitir o governo e a chamar para o poder a oposição de esquerda, que tinha na sua agenda a revogação da Carta Constitucional de 1826 e a elaboração de uma Constituição democraticamente referendada em Cortes eleitas.
Num contexto político em que na Espanha um movimento semelhante, o Motim da Granja de San Ildefonso, tinha causado grande apreensão nas capitais europeias, a Revolução de Setembro alarmou as cortes da Europa. Devido a esse facto, a Inglaterra fez deslocar para o Tejo, chegando ao estuário a 3 de Novembro de 1836, uma esquadra com tropas prontas a desembarcar, com o objectivo de proteger a família real.
Sentindo-se segura, a rainha retirou-se para Belém, reuniu os ministros na noite de 4 para 5 de Novembro de 1836 e demitiu o governo. Nessa mesma noite fez proclamar nos arredores do Paço de Belém a restauração da Carta Constitucional. Como o golpe esteve centrado em Belém, foi logo apelidade da Belenzada. 
A rainha apressou-se a nomear novo ministério, presidido por José Bernardino de Portugal e Castro, o 5.º marquês de Valença, que para além de chefe do governo era ministro dos negócios estrangeiros.
Conhecedor do que se passava, Passos Manuel tratou logo de ver quais eram os sentimentos da Guarda Nacional, e achou-a pronta a acompanhá-lo. A tropa de linha; que estava em Lisboa, mantivera-se fiel também ao ministério. Com esse apoio garantido, Passos Manuel e os colegas de ministério não aceitaram as suas demissões. Em presença desta atitude, a rainha desanimou, demitiu o marquês de Valença, que tinha governado um dia, e voltou para Lisboa. 
Nesse mesmo dia 5 de Novembro, a rainha nomeava presidente do conselho de ministros Bernardo de Sá Nogueira de Figueiredo, que chamou logo para seu lado Vieira de Castro e Passos Manuel. Malogrado o golpe, continuou a funcionar o regime setembrista.
O movimento da Belenzada malogrou-se, além de muitas outras causas, pela intervenção dos marinheiros ingleses, que desembarcaram, diziam eles, com o fim de proteger a rainha, o que irritou profundamente os próprios cartistas. Foi Passos Manuel, que estava detido em Belém, onde a rainha o mandara chamar, quem primeiro protestou, e com toda a energia, contra a intervenção inglesa, mais ou menos disfarçada. 